# Обикновен гърбат омар
Обикновен гърбат омар (Palinurus elephas) е вид десетоного от семейство Palinuridae. Видът е уязвим и сериозно застрашен от изчезване.

## Разпространение и местообитание
Разпространен е в Албания, Алжир, Босна и Херцеговина, Великобритания, Гибралтар, Гърция, Египет, Израел, Ирландия, Испания (Балеарски острови и Канарски острови), Италия, Либия, Ливан, Малта, Мароко, Монако, Португалия (Мадейра), Сирия, Словения, Тунис, Турция, Франция (Корсика) и Хърватия.
Обитава крайбрежията и пясъчните и скалисти дъна на океани. Среща се на дълбочина от 7 до 336 m, при температура на водата от 11,2 до 14 °C и соленост 35 — 38,6 ‰.

## Описание
Популацията на вида е намаляваща.